# Gerhard Wolf (Kunsthistoriker)
Gerhard Wolf (* 25. November 1952 in Karlsruhe) ist ein deutscher Kunsthistoriker. Er ist Direktor am Kunsthistorischen Institut in Florenz – Max-Planck-Institut sowie Honorarprofessor an der Humboldt-Universität zu Berlin. Von 2013 bis 2019 war er Mitglied der wissenschaftlichen Kommission des Wissenschaftsrats.

## Biographie
Gerhard Wolf studierte Kunstgeschichte, Christliche Archäologie und Philosophie an der Universität Heidelberg und wurde dort 1989 mit der Arbeit Salus Populi Romani – Die Geschichte römischer Kultbilder im Mittelalter promoviert. 1995 habilitierte er sich an der Freien Universität Berlin mit der Schrift Schleier und Spiegel – Traditionen des Christusbildes und die Bildkonzepte der Renaissance. Er war Directeur d'études invité der EHESS in Paris (1997) und hatte die Richard-Krautheimer-Professur an der Bibliotheca Hertziana inne (2001/02). Von 1998 bis 2003 war er Professor für Kunstgeschichte an der Universität Trier. Gastprofessuren führten ihn u. a. an die Humboldt-Universität zu Berlin (1994/95), an die Universität Wien (1996/97), Basel (2000/01), Buenos Aires (2002) und die UNAM in Mexiko-Stadt (2003), an die Hebrew University in Jerusalem (2004), nach Harvard (2008) und an die University of Chicago (2009), 2009 an die Università della Svizzera Italiana in Lugano, im Herbst 2011 an die Boğaziçi University in Istanbul und im Frühjahr 2013 an die Jawaharlal Nehru University, Delhi. Seit 2003 wirkt er als Direktor am Kunsthistorischen Institut in Florenz – Max-Planck-Institut. Seit 2008 ist er Honorarprofessor am Institut für Kunst- und Bildgeschichte der Humboldt-Universität zu Berlin.

## Forschungsschwerpunkte und Projekte
Gerhard Wolfs Interesse gilt seit seinen frühesten Arbeiten der Verschränkung von Bildern und Orten, der Rolle von künstlerischer Form in religiösen und wissenschaftlichen Kontexten sowie den Differenzen und dem Zusammenspiel sprachlicher und bildlicher Ästhetiken. Im Mittelpunkt seiner Forschung stehen dabei die Kunst und Bildkultur Italiens und des Mittelmeerraums in ihren globalen Bezügen von der Spätantike bis in die Moderne.
Einen Schwerpunkt der wissenschaftlichen Arbeiten Gerhard Wolfs bilden Kunst und Weltdeutung der italienischen Stadtkulturen vom 12.–15. Jh., die Verschränkung von Kunsttheorie und Bildtheorie (Dante, Alberti, Van Eyck, Cusanus), historische Bild- und Medienanthropologie sowie Methodengeschichte (v. a. Warburg und Benjamin).
Seine Interessen werden zunächst in den umfassenden Studien zum nicht von Menschhand geschaffenen Christusbild und religiösen Bildern manifest. Diese führen zum einen zu Fragen der künstlerischen Autorschaft und der Bildtechniken, die u. a. in einem Projekt zur Linie zwischen Graphik und Schrift weiterverfolgt werden (mit Marzia Faietti). Zum anderen bilden Ritual und Sakraltopographie einen zentralen Gegenstand der Forschungen zum religiösen Bild. Damit verbindet sich ein Projekt zu Jerusalem als narrativem und ikonischem Raum in den drei monotheistischen Religionen (mit Annette Hoffmann und in Kooperation mit Bianca Kuehnel, finanziert von GIF) und ein weiteres zu Georgien und der Kunstgeschichte des Kaukasus (mit Annette Hoffmann und Barbara Schellewald).
Ein wichtiges Anliegen ist Wolf die Kooperation unterschiedlicher Disziplinen wie der Byzantinistik, der Islamwissenschaften, der Judaistik und der auf den Westen konzentrierten Kunstgeschichte für die Erforschung des nachantiken bis neuzeitlichen Mittelmeerraumes. Tagungen und Workshops untersuchen nicht nur den Mittelmeerraum als Ort dynamischer Prozesse und multipler Interaktionen, sondern ermöglichen auch den Dialog von Wissenschaftler(inne)n verschiedener Fachrichtungen.
In diesem Sinne ist auch das von der Getty Foundation geförderte Projekt „Art, Space and Mobility in the Early Ages of Globalization“ zu verstehen, das Gerhard Wolf zusammen mit Hannah Baader und Avinoam Shalem leitet und das den Fokus bis Zentralasien und den indischen Subkontinent erweitert. In dem Projekt und Stipendienprogramm des KHI „Connecting Art Histories in the Museum“ (mit Hannah Baader als Kooperation des Kunsthistorischen Instituts in Florenz mit den Staatlichen Museen Berlin) werden diese thematischen und methodologischen Horizonte auf die Sammlungen und die Präsentation von Objekten in Museen ausgedehnt. Das Projekt mit Alessandra Russo und Diana Fane „Imàgenes en vuelo“ untersucht dagegen die transatlantischen Beziehungen zwischen Mexiko und Europa sowie die Globalisierung der Bilder in der Frühen Neuzeit.
2013 erschien die von Manuela DeGiorgi, Annette Hoffmann und Nicola Suthor herausgegebene Festschrift: Synergies in Visual Culture – Bildkulturen im Dialog.

## Ausstellungen
- Glaube, Hoffnung, Liebe, Tod (Albertina und Kunsthalle, Wien, 1995/96): scientific advisor
- Rhetorik der Leidenschaften (Tokyo und Hamburg, 1999): scientific advisor
- Il Volto di Cristo (Rom, Palazzo delle Esposizioni, 2000/2001), kuratiert mit Giovanni Morello
- Mandylion. Intorno al Sacro Volto (Genua, 2004), kuratiert mit Colette Bozzo Dufour und Anna Rosa Calderoni Masetti
- Georgia – Medieval Monuments (Online-Ausstellung, 2008), kuratiert von der Fotothek des  Kunsthistorischen Institutes in Florenz – Max-Planck-Institut und Gerhard Wolf
- El Vuelo de las Imágenes. Arte plumario en México y Europa (Museo Nacional und Museo de Antropologia, Mexiko-Stadt, 2011), kuratiert mit Diana Fane und Alessandra Russo
- Florenz!, kuratiert mit Anna Maria Giusti und Bernd Roeck, Kunst- und Ausstellungshalle der Bundesrepublik Deutschland, Bonn, Winter 2013/14

## Publikationen
Monographien
- Salus Populi Romani. Die Geschichte römischer Kultbilder im Mittelalter, VCH, Weinheim 1990.
- Schleier und Spiegel. Traditionen des Christusbildes und die Bildkonzepte der Renaissance, Wilhelm Fink, München 2002.
- Volti di Cristo, Vallecchi Editore, Florenz 2006 (mit Ludovica Sebregondi).
- Facing the Wall. The Palestinian–Israeli Barriers, König, Köln 2011 (mit Avinoam Shalem).
- Die Nacht der Bilder, Rombach, Freiburg im Breisgau 2011 (mit Philine Helas).
- Die Vase und der Schemel: Ding, Bild oder eine Kunstgeschichte der Gefäße, Verlag Kettler, Dortmund, 2019.

Herausgeberschaften
- The Holy Face and the Paradox of Representation, hrsg. v. Herbert L. Kessler u. Gerhard Wolf, Bologna 1998 (Villa Spellman Colloquia, 6).
- Il Volto di Cristo, hrsg. v. Giovanni Morello u. Gerhard Wolf (Ausstellungskatalog Rom 2000/01), Mailand 2000.
- Mandylion. Intorno al Sacro Volto, da Bisanzio a Genova, hrsg. v. Gerhard Wolf, Colette Bozzo Dufour u. Anna Rosa Calderoni Masetti (Ausstellungskatalog Genua 2004), Mailand 2004.
- The Miraculous Image in the Late Middle Ages and Renaissance, hrsg. v. Erik Thunø u. Gerhard Wolf (Kongreßakten Rom 2003), Rom 2004.
- Ikonologie des Zwischenraums. Der Schleier als Medium und Metapher, hrsg. mit Johannes Endres u. Barbara Wittmann. München 2005.
- L’Immagine di Cristo. Dall’Acheropita alla Mano d’Artista. Dal tardo medioevo all’età barocca, hrsg. v. Christoph L. Frommel u. Gerhard Wolf (Atti del Convegno "L’immagine di Cristo da van Eyck a Bernini" Rom, März 2001) Città del Vaticano Biblioteca Apostolica Vaticana 2006.
- BücherGänge: Miszellen zu Buchkunst, Leselust und Bibliotheksgeschichte; Hommage an Dieter Klein, hrsg. mit Annette Hoffmann u. Frank Martin. Heidelberg 2006.
- Armut und Armenfürsorge in der italienischen Stadtkultur zwischen 13. und 16. Jahrhundert: Bilder, Texte und soziale Praktiken, hrsg. mit Philine Helas. Frankfurt etc. 2006.
- Intorno al Sacro Volto: Genova, Bisanzio e il Mediterraneo (secoli XI–XIV), hrsg. mit Anna Rosa Calderoni Masetti u. Colette Dufour Bozzo, Venedig 2007.
- Il mecenatismo di Caterina de’ Medici: poesia, feste, musica, pittura, scultura, architettura, hrsg. mit Sabine Frommel, unter Mitarbeit v. Flaminia Bardati, Venedig 2008.
- Linea I: grafie di immagini tra Quattrocento e Cinquecento, hrsg. mit Marzia Faietti, Venedig 2008.
- Rothko/Giotto (Ausstellungskatalog Berlin 2009), hrsg. mit Stefan Weppelmann, München 2009.
- La stella e la porpora, hrsg. mit Giovanna Lazzi, Florenz 2009.
- Das Meer, der Tausch und die Grenzen der Repräsentation, hrsg. mit Hannah Baader, Zürich-Berlin 2010.
- Fremde in der Stadt. Ordnungen, Repräsentationen und soziale Praktiken (13.-15. Jahrhundert), hrsg. mit Peter Bell und Dirk Suckow, Frankfurt am Main [u. a.] 2010.
- Islamic artefacts in the Mediterranean world: trade, gift exchange and artistic transfer, hrsg. mit Catarina Schmidt Arcangeli, Venedig 2010.
- El Vuelo de las Imágenes. Arte Plumario en México y Europa. (Ausstellungskatalog Mexiko-Stadt 2011), hrsg. mit Alessandra Russo und Diana Fane. Mexiko-Stadt 2011.
- Colors between two Worlds. The Florentine Codex of Berhardin de Sahagún, hrsg. mit Joseph Connors. Cambridge Mass. 2011.
- Jerusalem as Narrative Space, hrsg. mit Annette Hoffmann. Leiden 2012.
- La cattedrale di San Lorenzo a Genova (Mirabilia Italiae), hrsg. mit Anna Rosa Calderoni Masetti. Parma 2012.
- Giochi, metamorfosi e seduzioni della Linea, hrsg. mit Marzia Faietti. Florenz 2012.
- Islamic Art and the Museum, hrsg. mit Benoît Junod, Georges Khalil und Stefan Weber. London 2012.
- La pittura su tavola del secolo XII, hrsg. mit Cecilia Frosinini und Alessio Monciatti. Florenz 2012.
- Litoral and Liminal Spaces. The Early Modern Mediterranean and Beyond. Themenheft der Mitteilungen des Kunsthistorischen Institutes in Florenz 2014/1, hrsg. mit Hannah Baader.
- Jacopo Ligozzi 2015. Themenheft der Mitteilungen des Kunsthistorischen Institutes in Florenz 2015/2, hrsg. mit Marzia Faietti und Alessandro Nova.
- The Salerno Ivories. Objects, Histories, Contexts, hrsg. mit Francesca Dell'Acqua, Anthony Cutler, Herbert L. Kessler und Avinoam Shalem. Berlin 2016
- Images at Work. Themenheft von Representations 133/2016. hrsp. mit Hannah Baader und Ittai Weinryb.
- Architectura picta nell'arte italiana da Giotto a Veronese, hrsg. mit Sabine Frommel. Modena 2016.
- Bilderfahrzeuge. Aby Warburgs Vermächtnis und die Zukunft der Ikonologie, hrsg. mit Andreas Beyer, Horst Bredekamp und Uwe Fleckner. Wagenbach, Berlin 2018.

## Mitgliedschaften und Ehrungen (Auswahl)
- Hanno-und-Ilse-Hahn-Preis (1994)
- Assoziiertes Mitglied des Board des Comité International d'Histoire de l'Art (seit 2012)
- Board of Contributing Editors, Res (Harvard University) (seit 2002)
- Rivista di Iconologia (Florence, Pisa) (seit 2002)
- Annales de Investigaciones Esteticas (Mexiko) (seit 2003)
- Ehrenmitglied der Accademia delle Arti del Disegno, Florenz (seit 2004)
- Ehrenmitglied der Amici delle Pietre Dure, Florenz (seit 2005)
- Ehrenmitglied des Centro Argentino de Investigadores de Arte (seit 2007)
- Advisory board des Getty Research Institute (seit 2008)
- Ordentliches Mitglied der Berlin-Brandenburgischen Akademie der Wissenschaften (seit 2009)
- Mitglied der wissenschaftlichen Kommission des Wissenschaftsrats (seit Februar 2013)
- Deutsches Netzwerk der Anna-Lindh-Stiftung (Mittelmeerstiftung)